# Grove Menzieshill Hockey Club
Grove Menzieshill Hockey Club is een Schotse hockeyclub uit Dundee. De club ontstond in de zomer van 2010 uit een fusie tussen de hockeyclubs Grove en Menzieshill. De club heeft al verschillende keren de Schotse competitie en beker gewonnen.

## Erelijst mannen
- Schots landskampioen: 1989, 1986
- Schotse beker: 1989, 1987
- Schots zaalhockey kampioen: 2012, 2010, 2009, 2008, 2007, 2006, 2005, 2004, 2001, 1998, 1997, 1996, 1995, 1993, 1992, 1991, 1990, 1986, 1985

## Erelijst vrouwen
- Schots landskampioen: 2011, 2010, 2009, 2008, 2007, 2005, 2004, 2001
- Schotse beker: 2011, 2010, 2009, 2006, 2005, 2004, 2003, 2001
- Schots zaalhockey kampioen: 2012, 2009, 2008, 2006, 2005, 2004, 2003, 2002